# سنغ تشارك (بالش)
سنغ تشارك (بالفارسية: سنگ چارک) هي قرية تقع في إيران في البلدة المركزية. يقدر عدد سكانها بـ 1106 نسمة بحسب إحصاء 2016.